# Джустиниани, Агостино
Агостино Джустиниани (итал. Agostino Giustiniani, при рождении Панталеоне Джустиниани; 1470 — 1536) — католический епископ, библеист и генузский историограф.

## Биография
Родился в Генуе в знатной семье Джустиниани. Его отец Паоло Джустиниани Банка был послом Генуэзской республики в Милане, а дед Андреоло — губернатором Хиоса. В возрасте четырнадцати лет Панталеоне попытался поступить в генуэзский доминиканский монастырь Санта Мария ди Кастелло, но столкнулся с решительным противодействием со стороны родителей. Чтобы отвлечь его от этих намерений, семья отправила его в Валенсию учиться на торговца под руководством дяди. Поведя здесь три года, Панталеоне Джустиниани в 1487 году всё же вступил в орден доминиканцев в Павии, приняв имя брата Агостино. В 1512 году получил степень бакалавра в Болонье и начал готовить многоязычное издание Библии, уже имея репутацию знатока восточных языков и талантливого гебраиста.
Однако из его запланированной полиглотты была опубликована только Псалтырь (Psalterium Hebraeum, Graecum, Arabicum, et Chaldaicum, Genoa, 1516), причём расходы на издание Агостино понёс из собственного кармана.
В 1514 году благодаря протекции своего кузена, генуэзского кардинала Бендинелло Саули, стал епископом Неббио на Корсике. В этом качестве принимал участие в некоторых из первых заседаний V Латеранского собора в Риме, в частности, в открытии двенадцатого заседания, на котором 17 апреля 1517 года выступил с речью о запланированном антитурецком крестовом походе.
Вскоре раскрытие заговора кардинала Альфонсо Петруччи с целью убийства папы лишило Агостино поддержки его покровителя Саули, который, как один из активных участников, был лишен своих должностей и сослан в Монтеротондо, а заодно и благосклонности Льва X.
В следующем, 1518 году, благодаря заступничеству влиятельного епископа Парижа Этьена де Поншера и духовника короля, доминиканца Пети, был вызван Франциском I в Париж преподавать арабский и иврит в университете с пенсией и званием советника и раздатчика милостыни. Отсюда он совершил поездки в Англию и Нидерланды, где познакомился с Эразмом, Линакром и сэром Томасом Мором.
Снова оказался в Италии в 1522 году, став свидетелем разграбления Генуи имперскими войсками, и даже был ранен выстрелом из аркебузы. С целью, как он сам признает, найти убежище от драматических событий того времени он отправился посетить свою епархию, которую не видел столь долгое время, где и оставался в течение девяти лет, однако успех реформы Андреа Дориа 1528 года побудил его к возвращению в родной город.
В течение 1526—1531 годов он написал описание Корсики под названием «Диалог о Корсике». Это было первое современное описание острова, не имеющее прецедентов в предшествовавшей гуманистической географической культуре, выполненное в значительной степени на основе личных наблюдений без злоупотреблений эрудицией и самодовольства знатока древностей.
Этот краткий текст (120 страниц в издании in quarto), содержащий тем не менее богатый набор географических и, прежде всего, демографических и экономических данных, был опубликован только в 1882 году В. Де Караффой в «Бюллетене общества исторических и естественных наук Корсики» (Bulletin de la Société des sciences historiques et naturelles de la Corse), но и до этого был хорошо известен учёным, интересовавшимся корсиканскими реалиями, и пользовался у них заметным успехом.
Также его перу принадлежат «Генуэзские хроники» («Castigatissimi Annali di Genova»), опубликованные посмертно в 1537 году. Агостино пользовался документами Городского архива, что позволило ему рассказать о генуэзских событиях раннего Средневековья, о которых не сообщали предыдущие летописцы (но прежде всего это события середины XV в., изложенные в книге V). Для периода 1514-28 гг. Анналы представляют собой основной источник по истории Генуи. Здесь же была помещена подробная автобиографическая записка, которая представляет собой наиболее полный источник информации о его жизни и деятельности. Кредо его как историка заключалось в том, чтобы фиксировать события, но не вдаваться в их объяснения, а этико-политическая сторона сочинения была направлена на «воспитание нашего народа в духе любви к Республике».
В 1536 году, возвращаясь из Генуи на Корсику, фра Агостино погиб в Лигурийском море во время кораблекрушения, однако долгое время считалось, что он был захвачен берберийскими пиратами.